# Landtagswahl in Niederösterreich 2023
Die Landtagswahl in Niederösterreich 2023 fand am 29. Jänner 2023 statt.
Die ÖVP verlor dabei 9,7 Prozentpunkte und erreichte mit knapp 40 % der gültigen Stimmen das historisch schlechteste Wahlergebnis in ihrer Geschichte. Sie verlor die absolute Mehrheit im Landtag und die Mehrheit in der Landesregierung. Die SPÖ erhielt bei mäßigen Verlusten knapp 21 %, ebenfalls das schlechteste Wahlergebnis in ihrer Geschichte.
Die FPÖ erhielt 24,2 % (plus 9,4 Prozentpunkte), das beste Ergebnis ihrer Parteigeschichte. Die Grünen gewannen 1,2 Prozentpunkte und die Neos 1,5 Prozentpunkte. Die Grünen erreichten mit 7,6 % wieder Klubstärke, die NEOS mit 6,7 % nicht.
Alle anderen Parteien scheiterten deutlich an der Vier-Prozent-Hürde.
Die Wahlbeteiligung betrug 71,56 % (nach einem Allzeittief von 66,56 % bei der Wahl 2018).
- SPÖ: 12
- GRÜNE: 4
- NEOS: 3
- ÖVP: 23
- FPÖ: 14

- SPÖ: 2
- ÖVP: 4
- FPÖ: 3

- Regierung: 37
- Opposition: 19

## Ausgangslage
Bei der Landtagswahl 2018 wurde die ÖVP mit leichten Verlusten und 49,6 % der Stimmen erneut stärkste Partei und behielt ihre absolute Mandatsmehrheit. Zweitstärkste Partei blieb die SPÖ mit 23,9 %, die FPÖ wurde mit 14,8 % drittstärkste Partei. Die Grünen erreichten 6,4 %, die NEOS schafften mit 5,2 % aus dem Stand den Einzug in den Landtag. Andere Parteien spielten keine Rolle.
Aufgrund des Proporzsystems waren sowohl ÖVP, SPÖ und FPÖ in der Landesregierung vertreten, wobei Erstere mit sechs von neun die meisten Landesräte stellen konnte (Landesregierung Mikl-Leitner II). Die SPÖ stellte zwei Regierungsmitglieder, die FPÖ eines.
Die konstituierende Sitzung des Niederösterreichischen Landtags sowie die Angelobung der Abgeordneten, des Landtagspräsidiums, der Landeshauptfrau, der beiden Landeshauptfraustellvertreter, der Landesrätinnen und Landesräte und der Mitglieder und Ersatzmitglieder des Bundesrates fand am 22. März 2018 statt.

## Wahlrecht
Bei Landtagswahlen in Niederösterreich werden die 56 Landtagssitze nach dem D’Hondt-Verfahren proportional unter den Parteien verteilt, die die Vier-Prozent-Hürde überwinden. Auch die Landesregierung wird weiterhin nach Parteienproporz besetzt. Wahlberechtigt ist, wer am Wahltag das 16. Lebensjahr vollendet hat und mindestens seit dem Stichtag in der Landes-Wählerevidenz eingetragen ist. Stichtag war der 18. November 2022. Im Gegensatz zu vorangegangenen Landtagswahlen waren Personen, die in Niederösterreich  nur einen Zweitwohnsitz haben, nicht wahlberechtigt.

## Statistik
Bei der Landtagswahl 2023 waren 1.288.838 Personen wahlberechtigt, durch die Abschaffung des Wahlrechts für Personen mit Zweitwohnsitz in Niederösterreich um 97.518 weniger als bei der Wahl 2018.
Für die Wahl wurden 146.309 Wahlkarten ausgestellt, deutlich mehr als bei der Wahl 2018 mit 108.632 Wahlkarten – obwohl das Wahlrecht für 97.518 Personen mit Zweitwohnsitz in Niederösterreich in der Zwischenzeit abgeschafft wurde.
Die ersten Wahllokale öffneten um 6:00 Uhr, die letzten Wahllokale schlossen um 17:00 Uhr.

## Kandidierende Parteien
Neue wahlwerbende Gruppen konnten zwischen 18. November und 23. Dezember 2022 für den Wahlantritt Unterstützungserklärungen sammeln. In jenen Wahlkreisen, wo eine wahlwerbende Gruppe mehr als 50 Unterstützungserklärungen gesammelt hat, konnte sie einen Wahlvorschlag einreichen. Um landesweit auf dem Stimmzettel zu stehen, mussten bei 20 Wahlkreisen insgesamt 1000 gültige Unterstützungserklärungen eingereicht werden.

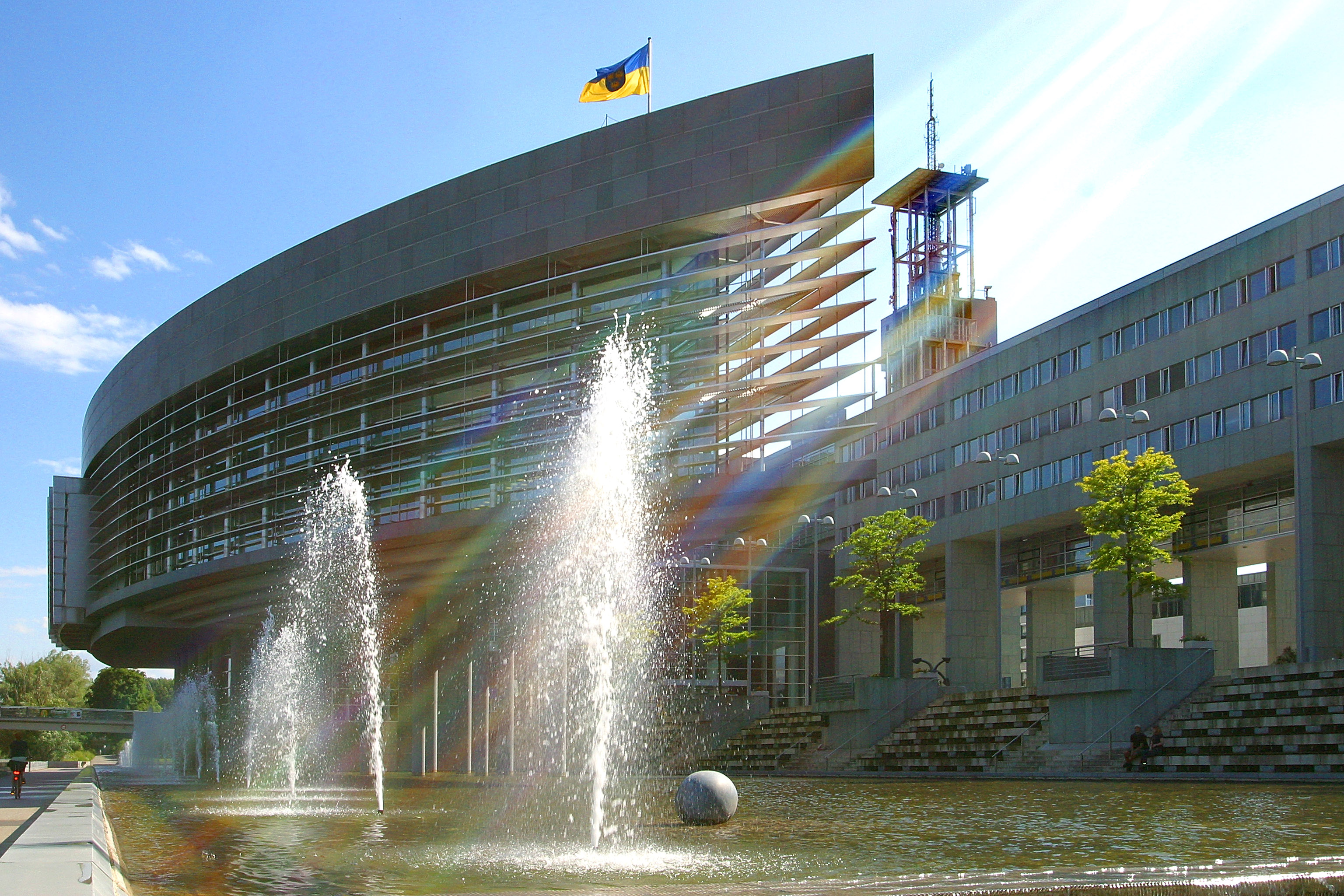
Landhaus von Niederösterreich (Landtag)

Am 23. Dezember 2022 wurde bekannt, dass acht Listen bei der Wahl antreten werden, davon fünf in allen Wahlkreisen:
- ÖVP – (LH Johanna Mikl-Leitner VP Niederösterreich)
- SPÖ – (Sozialdemokratische Partei Österreichs)
- FPÖ – (Freiheitliche Partei Österreichs)
- Grüne – (Die Grünen)
- NEOS – (NEOS – Das Neue Niederösterreich)
- MFG – (MFG Österreich – Menschen Freiheit Grundrechte) – (nur in den Wahlkreisen Baden, Krems, Mödling, St. Pölten und Tulln)
- KPÖ plus – offene Liste – (nur in den Wahlkreisen Amstetten, Bruck an der Leitha, St. Pölten und Wiener Neustadt)
- Dein Ziel – (nur im Wahlkreis Amstetten)[15]

## Spitzenkandidaten

Landeswappen Niederösterreichs

Die fünf im Landtag vertretenen Parteien traten mit den gleichen Spitzenkandidaten wie 2018 an.

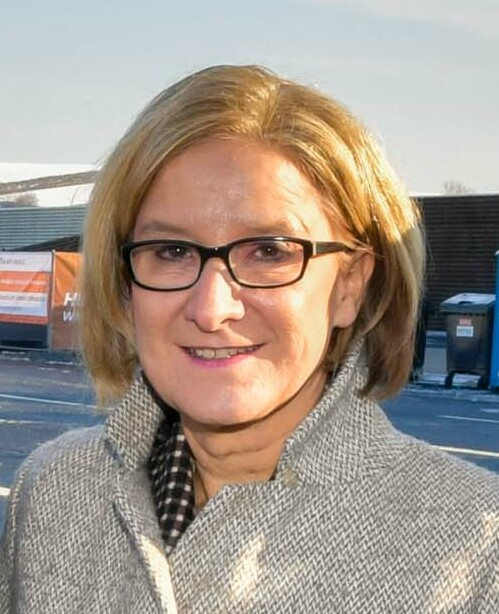
Johanna Mikl-Leitner (ÖVP)
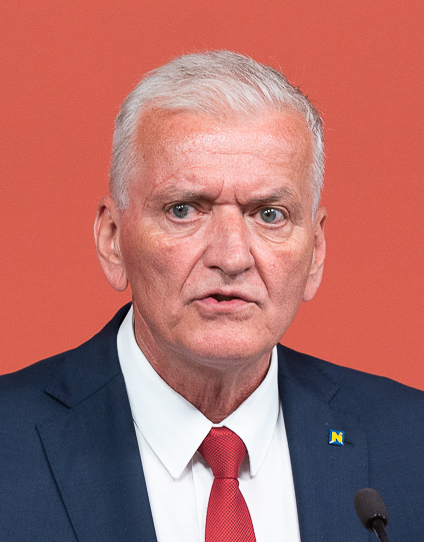
Franz Schnabl (SPÖ)
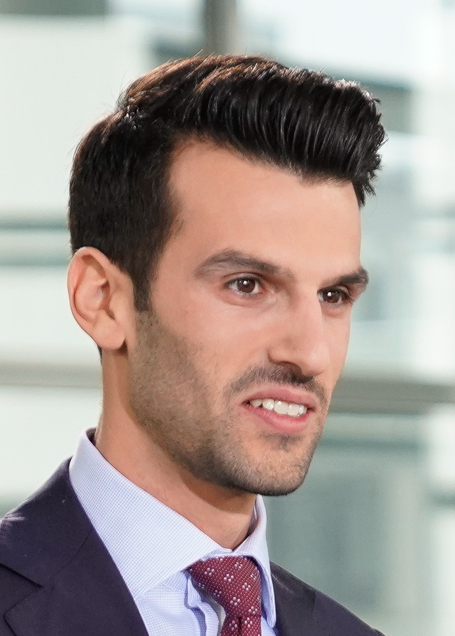
Udo Landbauer (FPÖ)
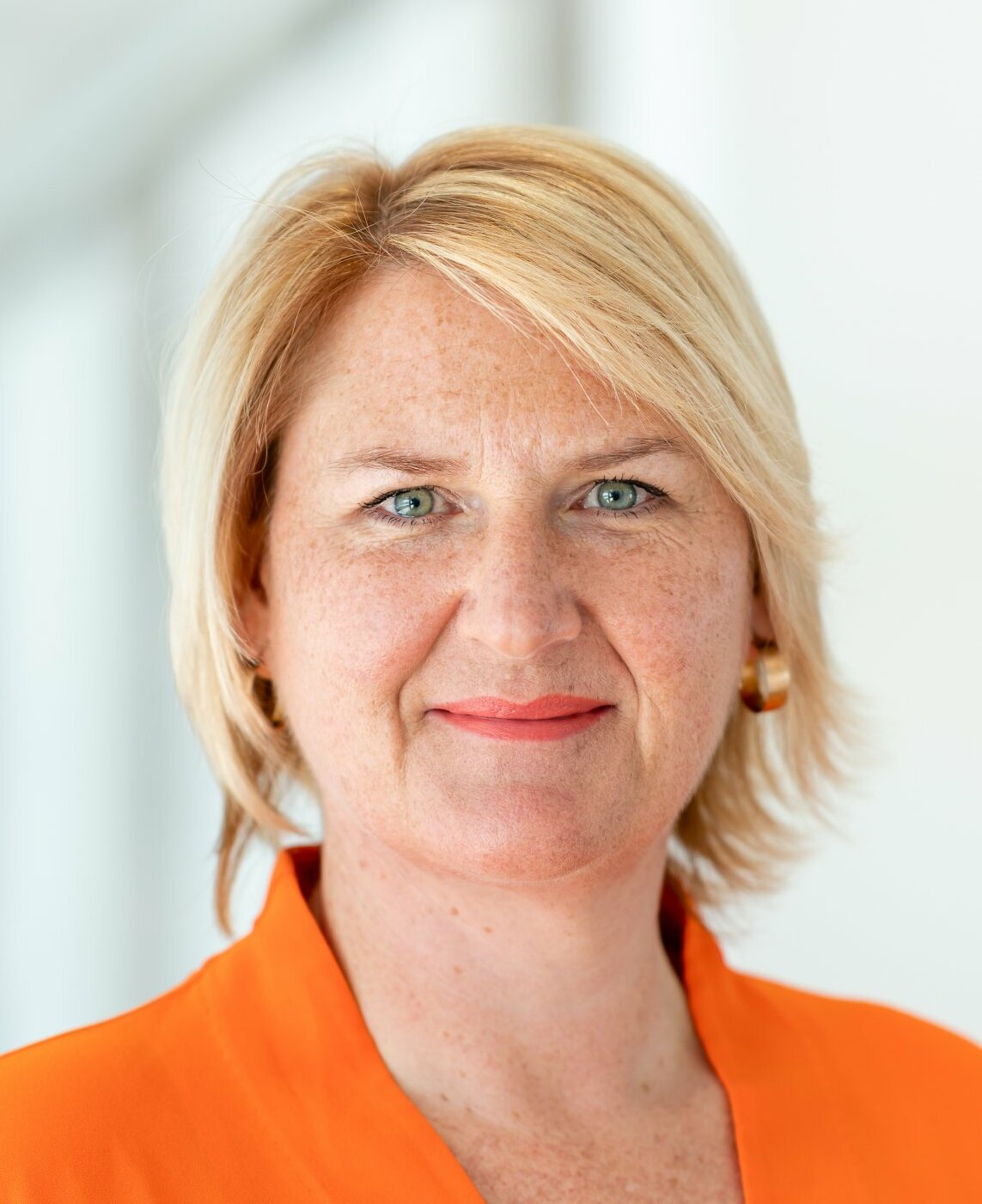
Helga Krismer (GRÜNE)
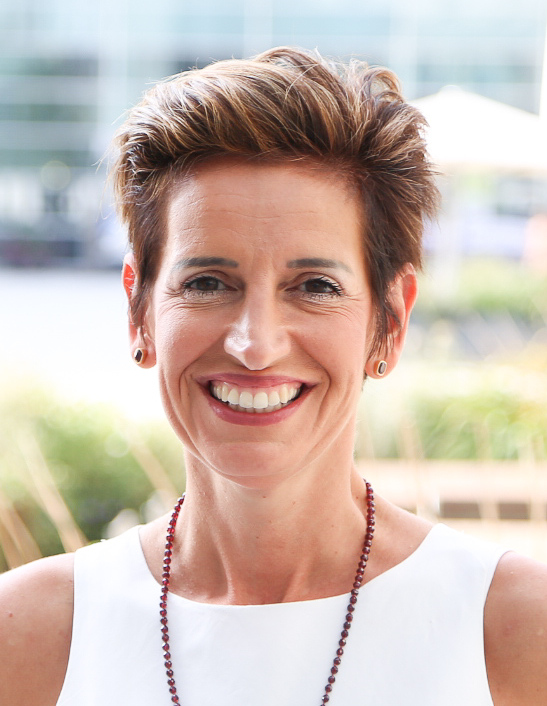
Indra Collini (NEOS)

## Sonntagsfrage
Im Folgenden sind sämtliche bekannte Umfragewerte sowie die zugehörigen Befragungsdaten aufgeführt:
| Veröffentlichung | Institut/Auftraggeber                     | Befragte | Zeitraum          | Methodik 1 | ÖVP    | SPÖ    | FPÖ    | GRÜNE | NEOS  | MFG   | Sonst. |
| --- | ----------------------------------------- | -------- | ----------------- | ---------- | ------ | ------ | ------ | ----- | ----- | ----- | ------ |
| 29.01.2023 | Landtagswahl                              | —        | —                 | —          | 39,9 % | 20,7 % | 24,2 % | 7,6 % | 6,7 % | 0,5 % | 0,4 %  |
| 27.01.2023 | Market-Lazarsfeld/ÖSTERREICH              | 800      | 21.–22.01.2023    | O          | 38 %   | 23 %   | 25 %   | 6 %   | 7 %   | —     | 1 %    |
| 24.01.2023 | Akonsult/Bezirksblätter NÖ                | 450      | 04.–10.01.2023    | O          | 42 %   | 19 %   | 23 %   | 6 %   | 6 %   | —     | 4 %    |
| 21.01.2023 | OGM/Kurier                                | 1048     | 13.–19.01.2023    | O          | 37 %   | 23 %   | 26 %   | 6 %   | 7 %   | —     | 1 %    |
| 19.01.2023 | Market/DER STANDARD                       | 800      | 13.–17.01.2023    | P+O        | 39 %   | 23 %   | 24 %   | 6 %   | 7 %   | —     | 1 %    |
| 19.01.2023 | Market-Lazarsfeld/ÖSTERREICH              | 1000     | 11.–12.01.2023    | O          | 38 %   | 23 %   | 25 %   | 6 %   | 7 %   | —     | 1 %    |
| 13.01.2023 | Unique Research/Hajek/ATV/Heute.at/PULS24 | 1200     | 09.–12.01.2023    | T+O        | 40 %   | 22 %   | 25 %   | 6 %   | 6 %   | —     | 1 %    |
| 03.01.2023 | IFDD, Telemark/NÖN                        | 800      | 19.12.–30.12.2022 | T+O        | 42 %   | 24 %   | 19 %   | 7 %   | 7 %   | —     | 1 %    |
| 06.12.2022 | IFDD, Telemark/NÖN                        | 400+809  | 03.11.–02.12.2022 | T+O        | 41 %   | 24 %   | 17 %   | 8 %   | 7 %   | 2 %   | 1 %    |
| 31.10.2022 | Market/DER STANDARD                       | 800      | 14.–18.10.2022    | P+O        | 38 %   | 25 %   | 20 %   | 6 %   | 8 %   | 2 %   | 1 %    |
| 27.09.2022 | IFDD, Telemark/NÖN                        | 400+1000 | 15.–23.09.2022    | T+O        | 39 %   | 25 %   | 16 %   | 8 %   | 8 %   | 3 %   | 1 %    |
| 25.08.2022 | Market-Lazarsfeld/ÖSTERREICH              | 745      | August 2022       | O          | 32 %   | 29 %   | 21 %   | 5 %   | 9 %   | 4 %   | —      |
| 06.07.2022 | IFDD/NÖN                                  | 800      | 24.06.–01.07.2022 | O          | 41 %   | 26 %   | 17 %   | 6 %   | 6 %   | 3 %   | 1 %    |
| 12.05.2022 | OGM/Kurier                                | 800      | 29.04.–05.05.2022 | O          | 42 %   | 22 %   | 15 %   | 8 %   | 6 %   | 5 %   | 2 %    |
| 02.02.2022 | IFDD/NÖN                                  | 800      | 21.–28.01.2022    | O          | 44 %   | 22 %   | 14 %   | 6 %   | 7 %   | 6 %   | 1 %    |
| 22.06.2021 | IFDD/NÖN                                  | 806      | 10.–18.06.2021    | O          | 49 %   | 20 %   | 15 %   | 6 %   | 8 %   | —     | 2 %    |
| 28.01.2018 | Landtagswahl                              | —        | —                 | —          | 49,6 % | 23,9 % | 14,8 % | 6,4 % | 5,2 % | n. k. | 0,1 %  |
| 1 laut den VdMI-Qualitätsrichtlinien sind reine Online-Befragungen für Sonntagsfragen nicht geeignet. T = Telefonisch, O = Online, P = Persönlich |                                           |          |                   |            |        |        |        |       |       |       |        |

## Ergebnis

Stimmenstärkste Parteien nach Gemeinden

|                 | Ergebnis 2023 | Ergebnis 2023 | Ergebnis 2023   | Ergebnis 2018 | Ergebnis 2018 | Ergebnis 2018   | Differenzen | Differenzen | Differenzen |
| Anzahl/ Stimmen | %             | Sitze         | Anzahl/ Stimmen | %             | Sitze         | Anzahl/ Stimmen | %- Punkte   | Sitze       |             |
| --------------- | ------------- | ------------- | --------------- | ------------- | ------------- | --------------- | ----------- | ----------- | ----------- |
| Wahlberechtigte | 1.288.838     |               |                 | 1.386.356     |               |                 | −97.518     |             |             |
| Wähler          | 922.253       | 71,56         |                 | 922.807       | 66,56         |                 | −554        | +5,00       |             |
| Ungültig        | 22.416        |               |                 | 14.468        |               |                 | +7.948      |             |             |
| Gültig          | 899.837       | 97,57         |                 | 908.339       | 98,43         |                 | −8.502      | -0,86       |             |
| davon:          |               |               |                 |               |               |                 |             |             |             |
| ÖVP             | 359.338       | 39,93         | 23              | 450.812       | 49,63         | 29              | −91.474     | −9,70       | −6          |
| FPÖ             | 217.639       | 24,19         | 14              | 134.085       | 14,76         | 8               | +83.554     | +9,43       | +6          |
| SPÖ             | 185.861       | 20,65         | 12              | 217.289       | 23,92         | 13              | −31.428     | −3,27       | −1          |
| GRÜNE           | 68.276        | 7,59          | 4               | 58.401        | 6,43          | 3               | +9.875      | +1,16       | +1          |
| NEOS            | 60.024        | 6,67          | 3               | 46.801        | 5,15          | 3               | +13.223     | +1,52       | ±0          |
| MFG             | 4.369         | 0,49          |                 |               |               |                 | +4.369      | +0,49       |             |
| KPÖ             | 3.437         | 0,38          |                 |               |               |                 | +3.437      | +0,38       |             |
| ZIEL            | 893           | 0,10          |                 |               |               |                 | +893        | +0,10       |             |
| Übrige          |               |               |                 | 951           | 0,10          |                 | −951        | −0,10       |             |

## Auswirkungen
Am 30. Jänner 2023 gab SPÖ-Spitzenkandidat Franz Schnabl nach einer Sitzung des Landesparteivorstandes bekannt, sich aus der Politik zurückziehen zu wollen. Als seinen designierten Nachfolger als Landesparteivorsitzenden und künftigen Landesrat präsentierte er den einstimmig hierzu gewählten bisherigen Landesgeschäftsführer des AMS Niederösterreich Sven Hergovich.
Am 2. Februar 2023 gab Johanna Mikl-Leitner für die ÖVP-Niederösterreich bekannt, dass die vier dieser verbleibenden Sitze in der Landesregierung von ihr selbst sowie den bisherigen Stephan Pernkopf, Ludwig Schleritzko und Christiane Teschl-Hofmeister besetzt werden sollen, während Martin Eichtinger und Jochen Danninger diese verlassen würden. Danninger soll den Klubvorsitz im Landtag von Klaus Schneeberger übernehmen.

## Regierungsbildung
Am 17. März wurde ein Arbeitsübereinkommen zwischen ÖVP und FPÖ verkündet, am 23. März die neue Landesregierung aus ÖVP, FPÖ und SPÖ gewählt (Proporzregierung aller Parteien ab einer bestimmten Größe):
- Landesregierung Mikl-Leitner III